# Parco Dora
Il Parco Dora (Parch Dòira in piemontese) è un parco post-industriale della città di Torino di 456.000 m² di estensione, situato nell'area di Spina 3 dove fino agli anni Novanta sorgevano i grandi stabilimenti produttivi della Fiat e della Michelin. Prende il nome dal fiume che lo attraversa, la Dora Riparia, ed è circondato dalle vie Nole, Valdellatorre, dal tunnel Carlo Donat-Cattin, corso Mortara, corso Principe Oddone, l'Environment Park, via Daubrée, corso Umbria, Piazzale Piero della Francesca, tra le Circoscrizioni 4 e 5.

## Storia

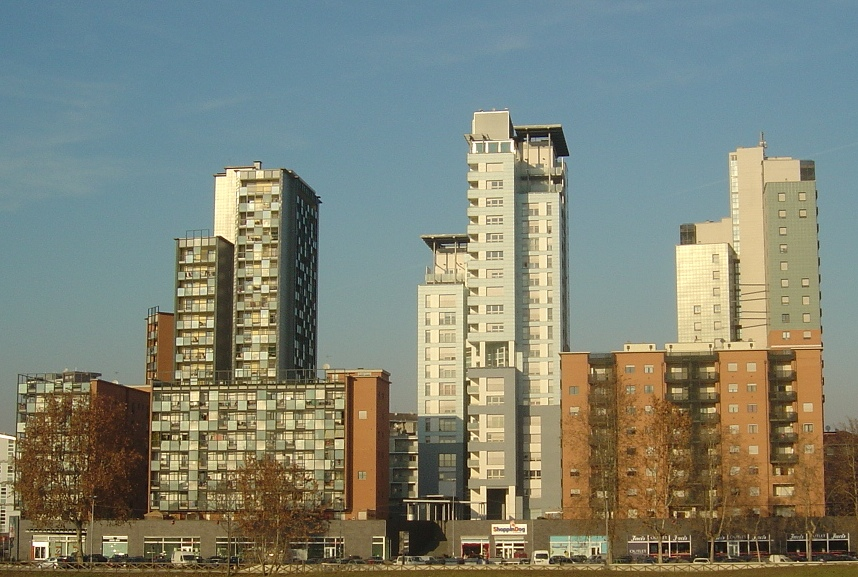
Le tre torri da oltre 70 metri di altezza che sorgono in Spina 3 si affacciano su corso Mortara e Parco Dora.

Il parco sorge su un'area denominata Spina 3, caratterizzata da una forte industrializzazione fino agli anni Novanta, grazie alla vicinanza con la ferrovia e al fiume Dora. Alcune storiche fabbriche torinesi, difatti, s'insediarono qui sin dalla fine dell'Ottocento: le Ferriere Fiat, la Michelin, la Savigliano e la Paracchi. Dagli anni '90 l'area venne progressivamente dismessa.
Nel 2004 l'architetto Jean-Pierre Buffi e il paesaggista tedesco Andreas Kipar, attraverso un concorso internazionale, hanno ricevuto l'incarico di coordinamento degli interventi nelle aree della Spina Centrale.
Il progetto del parco è il risultato di una gara internazionale a procedura aperta, avviata nella primavera 2004.
Nell'autunno 2007 il progetto del parco viene inserito tra le opere da realizzare per la celebrazione del 150º anniversario dell'Unità d'Italia.
Il parco viene quindi suddiviso in cinque lotti: Vitali, Ingest, Valdocco (corrispondenti ai tre nomi delle Ferriere Fiat che vi sorgevano sopra), Michelin e Mortara.
Nella primavera 2011 vengono inaugurati i lotti Ingest, Vitali e Valdocco. Nella primavera 2012 viene aperto al pubblico il lotto Mortara, comprendente la parte di parco insistente sul tracciato dell'omonimo corso e il tunnel a nord dell'area Vitali, intitolato a Carlo Donat-Cattin. Nell'autunno del 2014 viene completato il terrazzamento sul tunnel, con collegamenti verso via Verolengo.
Nell'estate del 2012, il Parco Dora inizia ad ospitare il Kappa Futurfestival, uno dei più importanti festival di musica elettronica al mondo.
Oggi, il parco postindustriale della Dora costituisce l'opera di maggior rilievo nell'ambito della trasformazione urbanistica della Spina 3 e, con i suoi 456.000 metri quadrati di superficie, rappresenta uno dei più vasti polmoni verdi della città, dopo il Parco della Pellerina.
Ogni area integra ambienti naturalistici e preesistenze derivanti dal passato industriale della zona, conservate e rifunzionalizzate; tra queste la torre di raffreddamento della Michelin, la grande struttura dello strippaggio e la centrale termica delle acciaierie Fiat. Il confronto con la storia del luogo e il suo carattere industriale è una componente sostanziale del progetto.
Un altro elemento fondamentale per il parco è il fiume Dora Riparia, che viene valorizzato mediante la riqualificazione delle sponde e, per un tratto della riva sud, reso accessibile. La riqualificazione delle sponde del fiume si inserisce nel più vasto progetto Torino Città d'Acque e prevede la realizzazione di un percorso ciclopedonale che unirà l'area di Spina 3 ai tratti ciclabili già esistenti lungo il corso della Dora. Nel 2011 è inoltre stato pedonalizzato il vecchio Ponte Amedeo IX, ribattezzato "Ponte vittime dell'immigrazione" e sostituito per il traffico veicolare da un più moderno ponte strallato.
Le ultime due parti che completano la realizzazione dell'opera –il lotto Valdocco Nord e il parco tematico culturale Iron Valley – sono state inaugurate il 25 giugno 2021.
Nel 2022 si svolge qui per la prima volta il Salone Internazionale del Gusto di Terra Madre.

## Lotto Valdocco
Il settore Valdocco si estende per 71.000 m² sull'area occupata fino agli anni Novanta dallo stabilimento Valdocco delle Ferriere Fiat. È il settore più a est del parco.

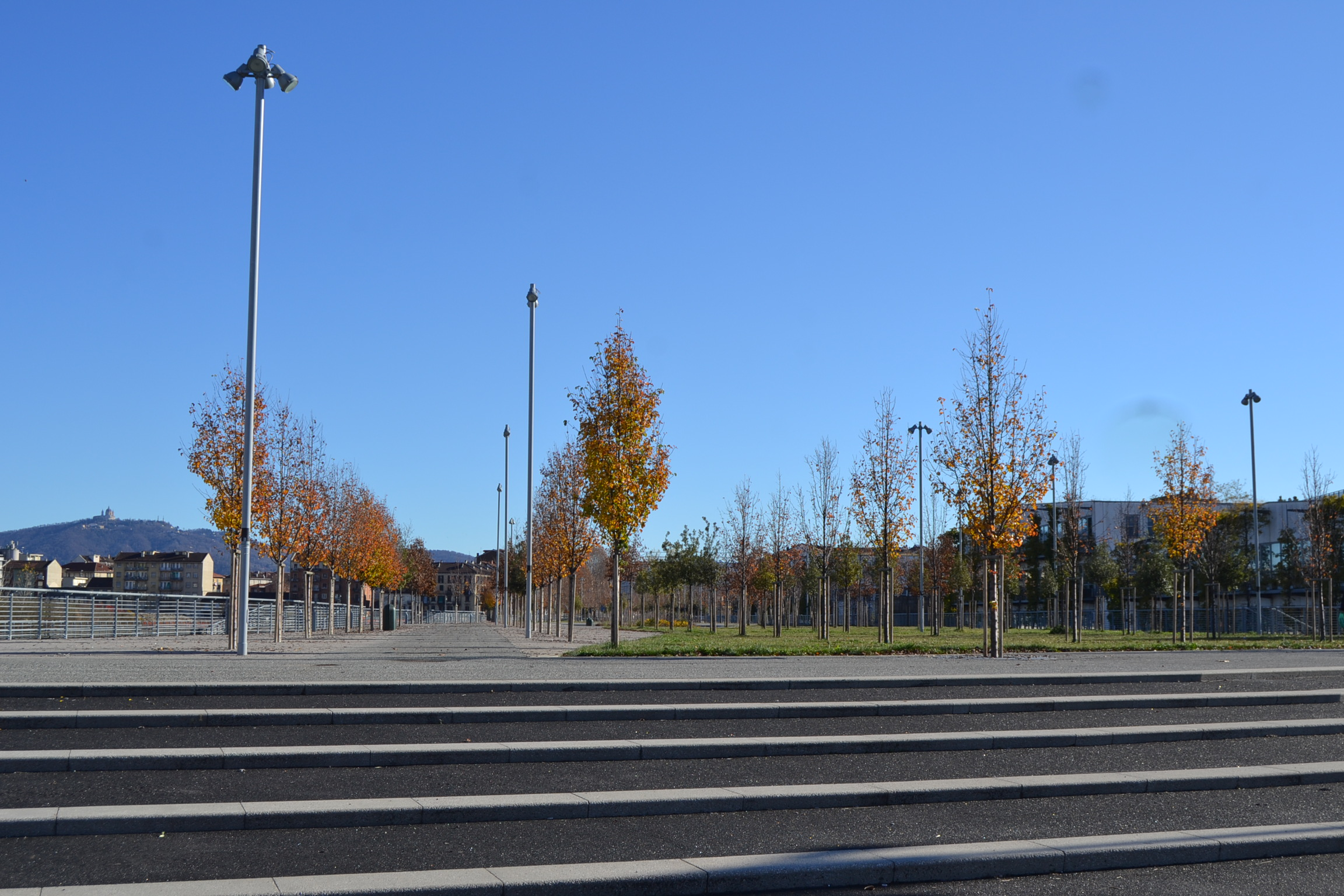
Area Valdocco, gradini

L'area è caratterizzata da una “grande piazza alberata” che costeggia il fiume. Lungo la Dora si estendono larghe passeggiate pedonali delimitate da muretti di pietre ingabbiate, interrotti da scale e rampe per permettere l'accesso alle aree verdi, elevate di circa un metro rispetto al livello del percorso lungo il fiume. Le aree verdi, che alternano spazi a prato e zone attrezzate per il gioco e il relax, sono protette da una canopia, ovvero una copertura continua costituita dalla chiome degli alberi: distribuiti con scansione regolare e appartenenti a specie vegetali differenti, gli alberi contribuiscono all'articolazione degli spazi mediante la creazione di aree ombreggiate o più aperte.
La realizzazione del lotto Valdocco è stata suddivisa in due fasi: la parte compresa tra l'Environment Park e il fiume è realizzata dalla Città per il 150º anniversario dell'Unità d'Italia, mentre l'area compresa tra la Dora e Corso Mortara (Valdocco Nord) è stata inaugurata il 25 giugno 2021 dalla Sindaca di Torino con una cerimonia pubblica.
Il lotto intero è circoscritto da via Livorno, corso Mortara, corso Principe Oddone, l'Environment Park, e attraversato dalla Dora Riparia.

### Preesistenze - tombatura della Dora

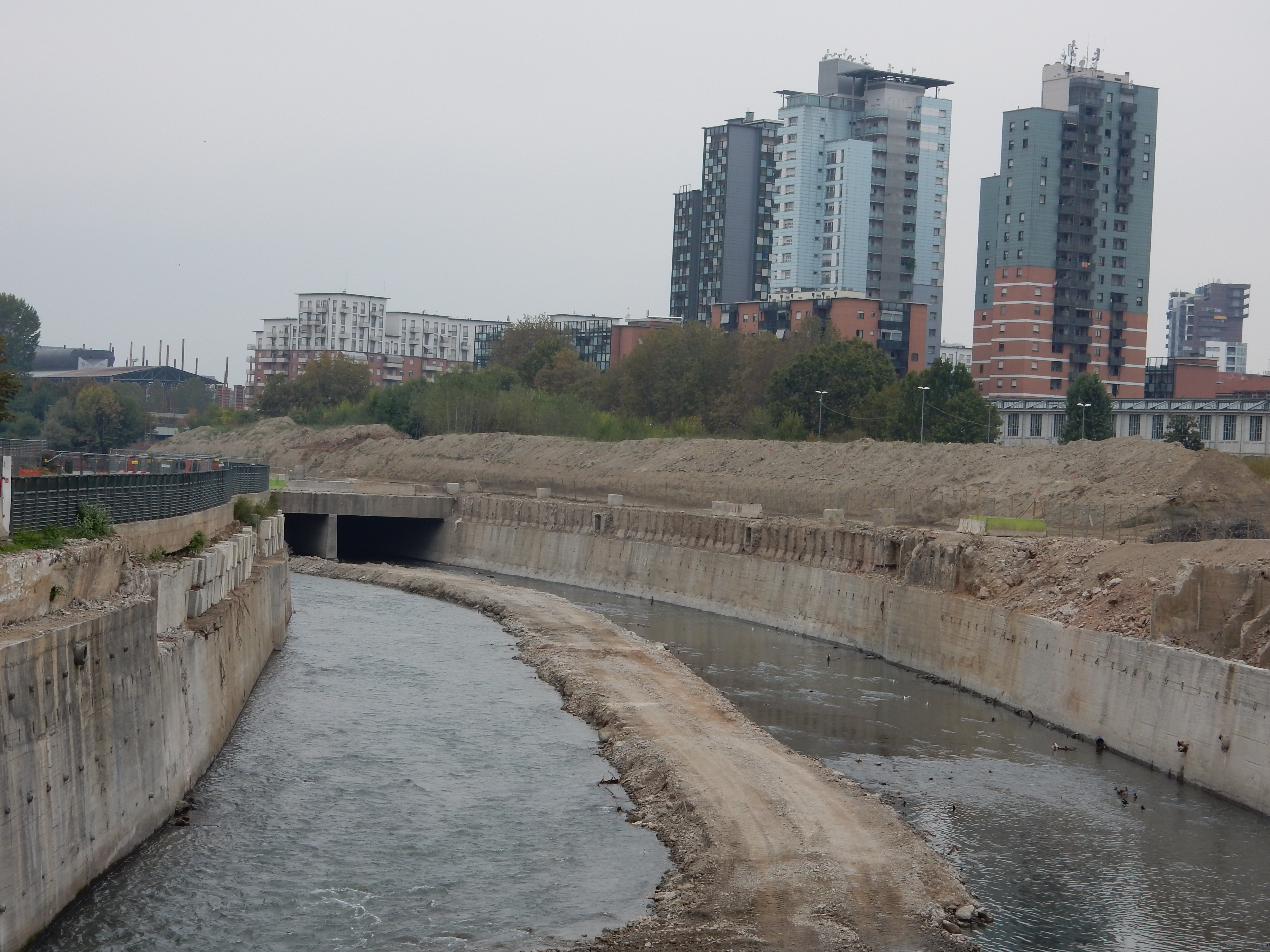
La Dora riportata alla luce

La copertura della Dora ad opera della Fiat Ferriere con un solettone in calcestruzzo armato di 15 ton./m² risale al ventennio 1950-1970. Viene realizzata per ricavare un piazzale per il deposito dei rottami metallici da destinare alla fusione per la produzione delle acciaierie.

Tale tombatura costituì un grave ostacolo al defluire delle acque ed un potenziale pericolo di esondazione del fiume durante l'alluvione del Piemonte del 2000, tenendo in allarme la città per tutto il periodo di emergenza. I complessi e lunghi lavori di stombatura sono terminati all'inizio del 2018, mantenendo alcune parti come ponte tra corso Mortara e l'area.

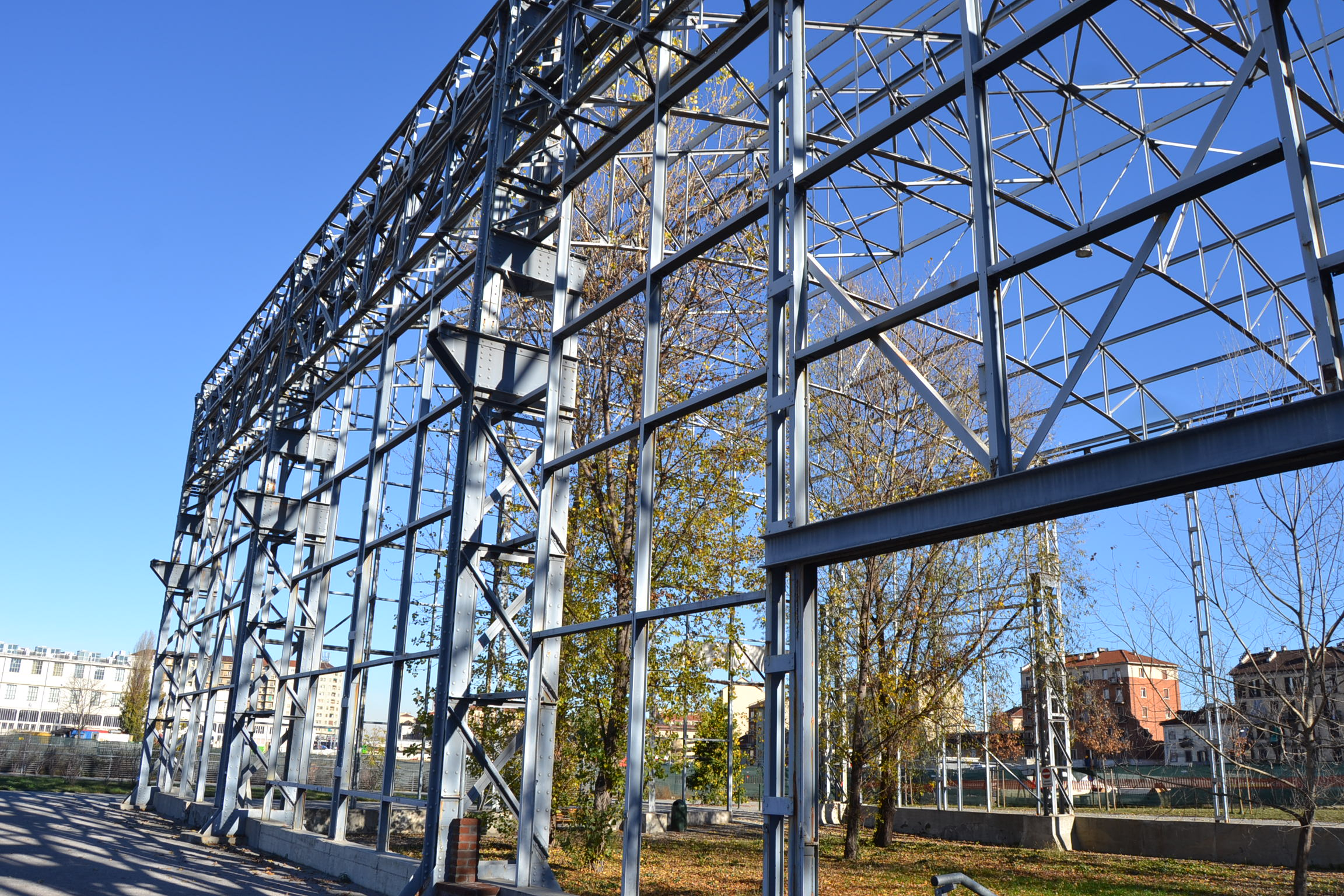
Area Valdocco, tettoia

### Preesistenze - Tettoia piccoli ferri
Lo scheletro della struttura conservata e integrata nel disegno del Parco tecnologico Envipark e del Parco Dora ospitava durante il periodo di attività delle Ferriere il reparto finimento delle barre ed il magazzino dei piccoli ferri. Una targa collocata in prossimità del nuovo Centro Servizi ricorda la precedente funzione dell'area e la cessata attività al 31 dicembre 1989.

## Lotto Mortara
Con i suoi 62.000 metri quadrati, il lotto Mortara è quello più centrale del parco.
È costituito da due parti: il tratto dismesso di corso Mortara, tra via Orvieto e piazzale Piero della Francesca, e l'area corrispondente al tracciato del nuovo corso Mortara interrato (il "tetto" del tunnel).
Lo spostamento del traffico e la pedonalizzazione della porzione di corso compresa tra via Orvieto e via Borgaro consentono la totale continuità tra l'area Vitali, la Dora e l'area Michelin; nell'ambito del progetto del parco, il vecchio tracciato viario è trasformato in una larga promenade verde costeggiata da alberature, che nella sua parte occidentale ospita un'area attrezzata per cani.

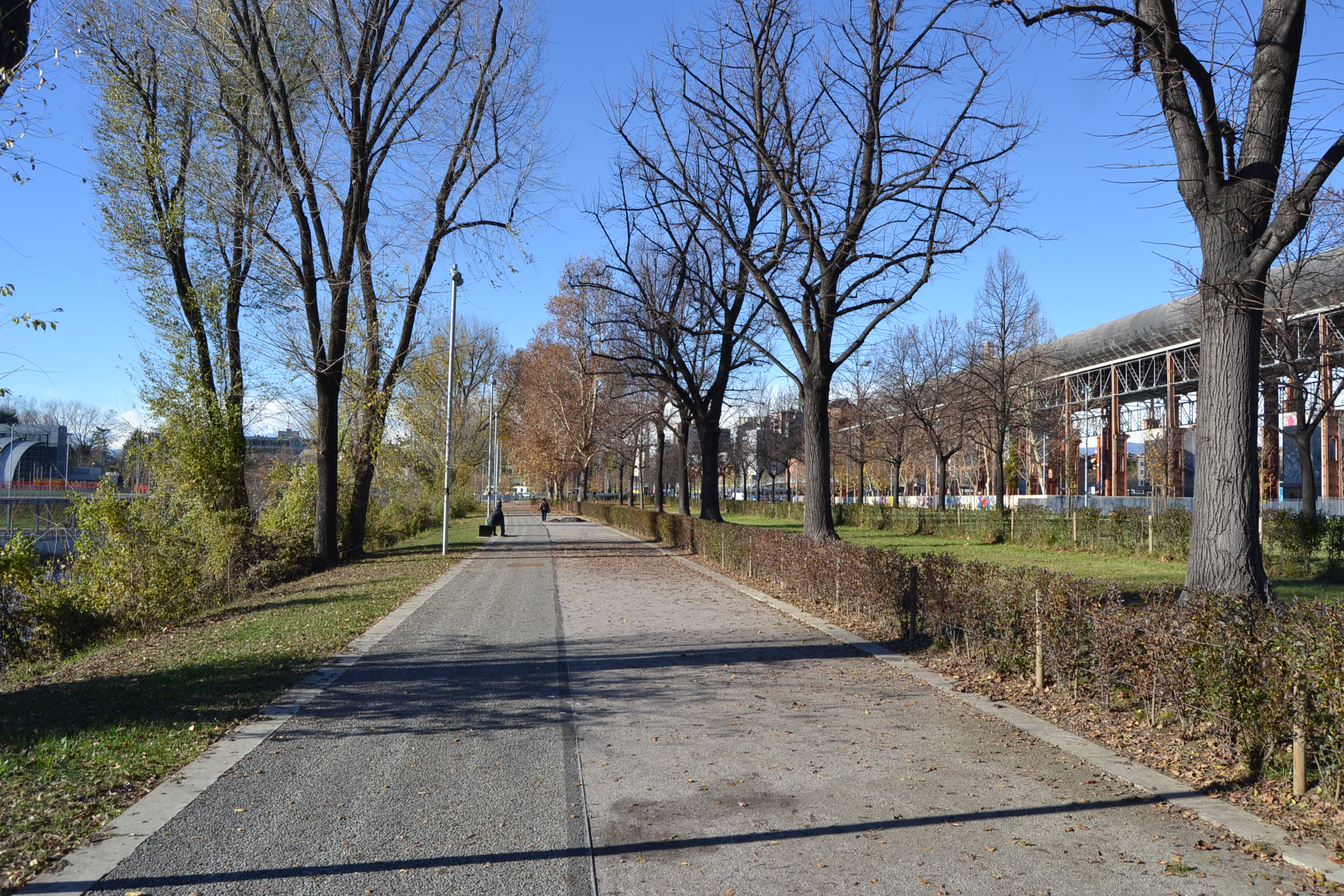
Area Mortara, lungofiume

Sul tracciato del sottopasso, che sfrutta il dislivello di circa 8 metri esistente tra la quota di via Verolengo e la Dora, è stata realizzata una grande terrazza, che consente l'accesso da nord e da est al lotto Vitali del parco, cui è collegata mediante scale e rampe. Grazie alla posizione rialzata, gode inoltre di una vista privilegiata sull'area del capannone dello strippaggio.
Lungo il bordo dell'area vi è una struttura composta da pergolati in metallo con rampicanti e davanzali in legno, sempre in linea con il connubio industria/natura.

## Lotto Vitali
L'area Vitali è la più ampia del parco, si estende per 89.000 m², ed è caratterizzata dalla forte presenza delle preesistenze industriali. Prende il nome dall'omonimo stabilimento delle Ferriere Fiat che sorgeva sull'area ed anch'essa è nella parte centrale del parco.
Domina l'area l'imponente struttura del capannone dello strippaggio, di cui sono stati conservati gli alti pilastri in acciaio dipinti di rosso ed una parte della copertura. Sotto la grande tettoia trova posto uno spazio multifunzionale attrezzato con campetti da gioco (calcetto, basket, tennis, pallavolo, rampa per skate) e progettato per ospitare manifestazioni e attività sportive; accanto ad essa si sviluppa un vasto giardino, che si articola attorno ai pilastri della smantellata acciaieria alternando aiuole, aree gioco e una passerella sopraelevata in acciaio zincato.
La passerella percorre longitudinalmente l'area e permette il collegamento tra la terrazza del lotto Mortara e il settore Ingest, scavalcando via Borgaro: la passerella è accessibile tramite scale realizzate a ridosso di torri in cemento armato appartenenti all'ex acciaieria, conservate e rese accessibili.
Degli stabilimenti industriali sono state conservate inoltre tre vasche di decantazione cilindriche trasformate in giardini acquatici, e l'edificio per il trattamento delle acque caratterizzato dalle quattro torri di evaporazione.
Una luminaria a led rosse corre sotto la passerella; una seconda luminaria a led blu corre sotto il tetto del capannone; un terzo sistema di luminarie, verdi, addobba le quattro torri di evaporazione. Questo sistema di illuminazione contribuisce a rendere suggestiva l'area (comunque illuminata anche da normali faretti bianchi) anche nelle ore serali.
All'inaugurazione, nella primavera 2011, erano presenti e funzionanti delle canaline con acqua corrente, tuttavia chiuse e cementificate poco tempo dopo.
Il lotto Vitali è all'interno dell'area racchiusa tra il tunnel, largo Orvieto, via Orvieto, lotto Mortara, piazza Piero della Francesca, via Borgaro.

### Preesistenze - tettoia di strippaggio

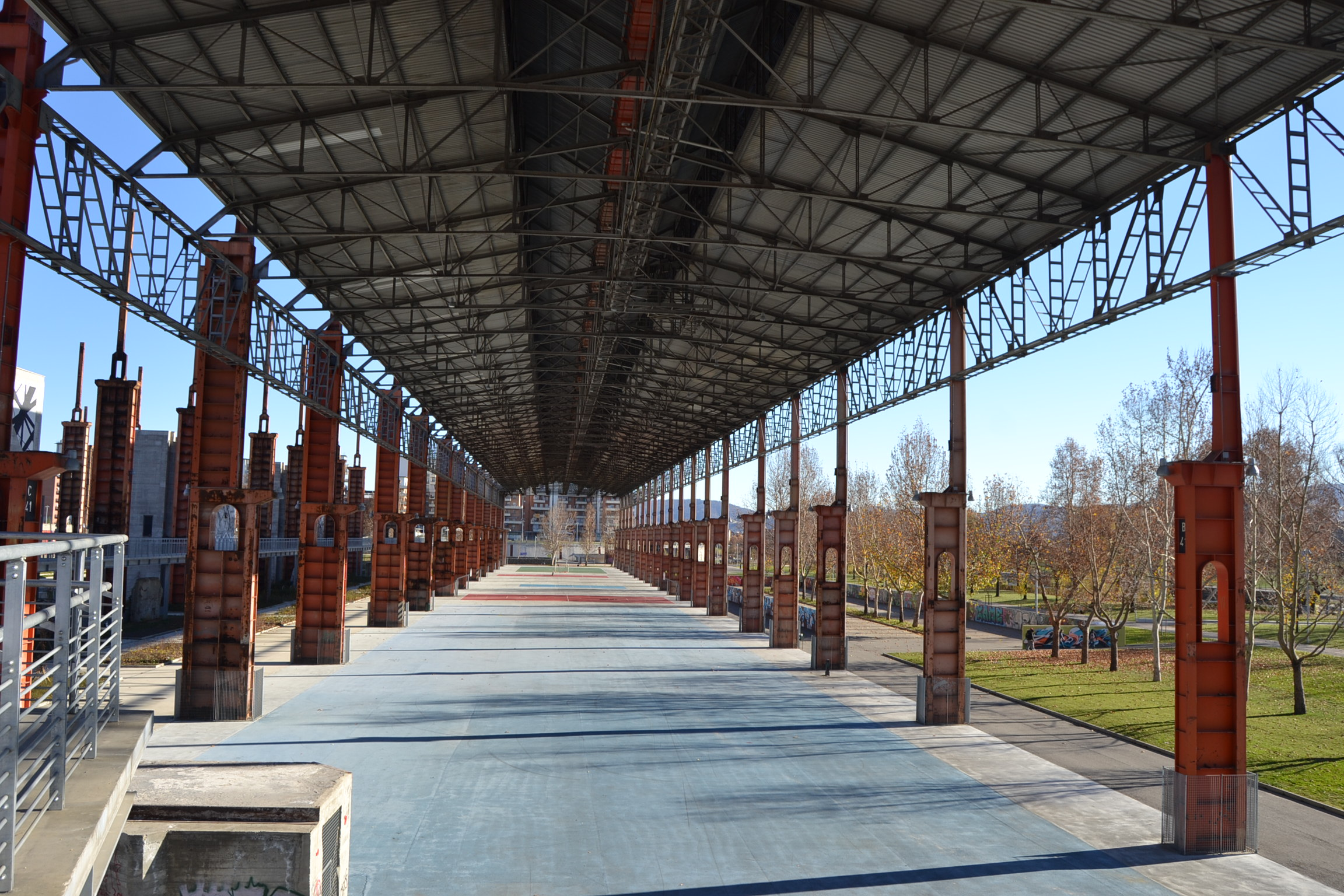
Area Vitali, tettoia

Durante gli anni di attività, lo stabilimento Vitali ospitava la più grande delle acciaierie del complesso delle Ferriere Fiat, nella quale erano prodotti i lingotti per i semilavorati destinati alla produzione di lamiere, tubi e molle. L'acciaieria Vitali si componeva di due capannoni affiancati e connessi tra loro, disposti parallelamente all'asse di corso Mortara, ospitanti le differenti fasi di lavorazione: da nord verso sud, si trovavano i settori dei servizi, dei forni, della colata e dello strippaggio.
Della parte più grande dell'acciaieria, corrispondente ai primi tre settori, è stata rimossa la copertura, mantenendo le torri in calcestruzzo e gli imponenti pilastri, che segnano la scansione dei diversi comparti di lavorazione; la tettoia conservata corrisponde al più piccolo dei capannoni dell'acciaieria Vitali, quello dello strippaggio. La denominazione del capannone deriva dall'operazione che in esso veniva effettuata: lo "strippaggio", ovvero l'estrazione dei lingotti d'acciaio dallo stampo in cui vengono prodotti, effettuata mediante un pistone comandato idraulicamente per colpire vigorosamente la lingottiera.
Il capannone di strippaggio dell'antica acciaieria rappresenta oggi il cuore dell'area Vitali e, in virtù della propria posizione centrale e ben protetta, anche dell'intero Parco Dora.

### Preesistenze - muro del parco rottami
Il lungo muro in calcestruzzo che ancora oggi corre parallelo al capannone dello strippaggio delimitava a sud il parco rottami dell'acciaieria: qui, sulla rete ferroviaria interna allo stabilimento, che partendo dallo scalo Valdocco attraversava lo stabilimento Valdocco e via Livorno, arrivavano i vagoni carichi di rottami da destinare alla fusione per la produzione dell'acciaio.

### Lastreet arte il murale dedicato a Bobby Sands

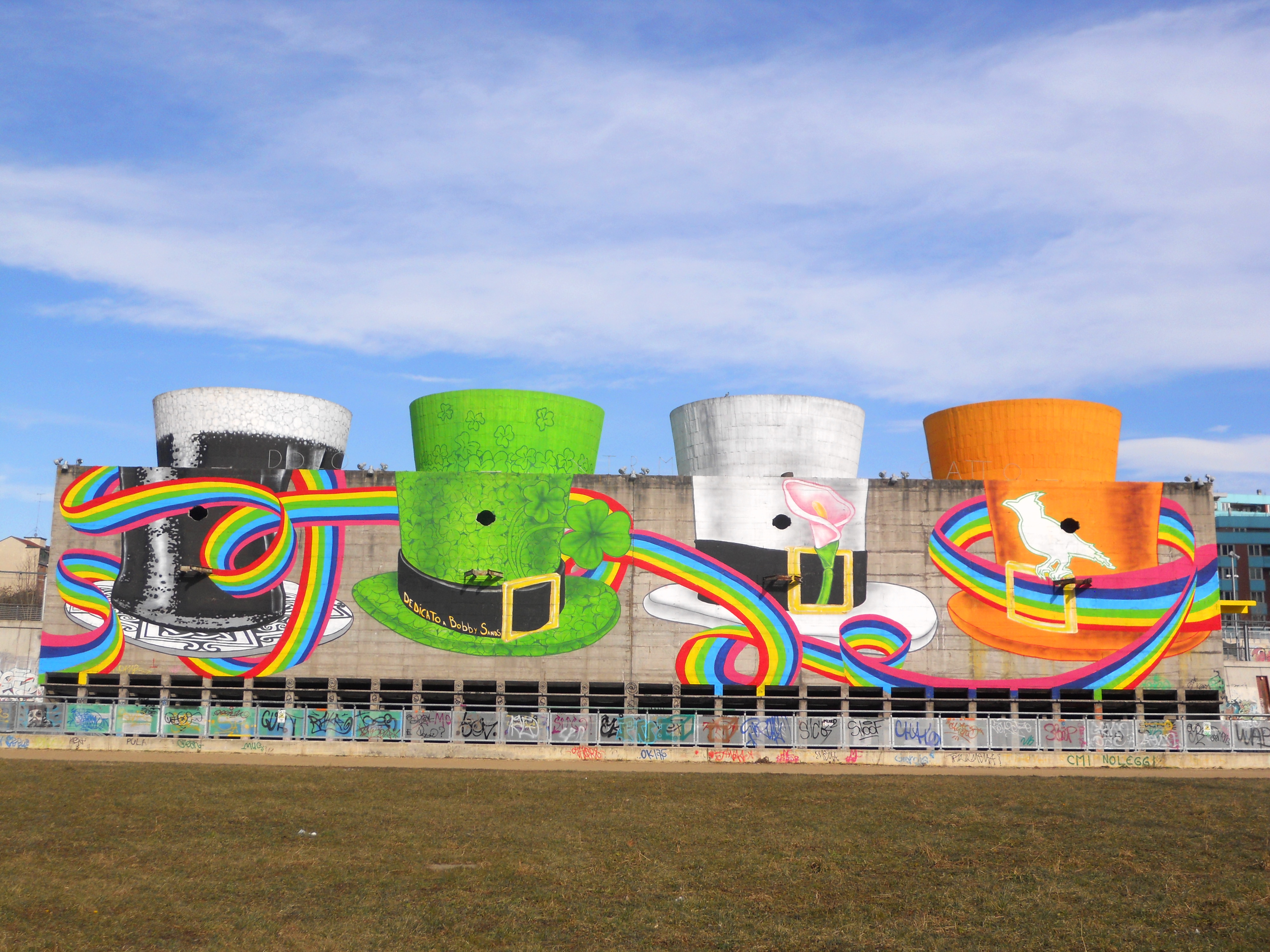
Murale Parco Dora dedicato a Bobby Sands

Fin dagli albori del parco, esso è stato decorato da varie opere di street art, in perfetto connubio con le vaste aree verticali composte da muri, pareti, torrioni.
Il 30 gennaio 2015 è stato inaugurato un murale dedicato a Bobby Sands, in occasione del 25º anniversario della sua morte in carcere. Le quattro torri di raffreddamento cilindriche sono state trasformate in quattro simboli dedicate all'attivista irlandese e alla sua patria: un boccale di birra e tre cappelli a cilindro dei colori irlandesi (verde, bianco, arancione). Sotto il boccale di birra compaiono un'arpa e una croce celtica; il cilindro verde è composto di trifogli, usati da San Patrizio per spiegare la Trinità agli irlandesi; quello bianco presenta l'Easter lily, il fiore che gli irlandesi portano a Pasqua in ricordo delle vittime repubblicane della rivolta di Pasqua 1916, che diede il via all'indipendenza dell'Irlanda datata 1922; sul cappello arancione è presente un'allodola, un simbolo della libertà che non si piega davanti alla prigionia. Come unione di questi quattro elementi, c'è un nastro con i colori dell'arcobaleno, simbolo di pace e ricordo di una leggenda irlandese, secondo la quale chi riuscirà a raggiungere l'arcobaleno all'orizzonte troverà alla sua fine una pentola d'oro.
Le altre aree del Lotto Vitali sono state lasciate a libera disposizione dei writer. Questo ha fatto si che l'aree diventasse con il tempo un polo attrattivo per diversi artisti, anche internazionali, con una continua produzione di opere che ha investito tutto il muro della rampa adiacente il tunnel, il muro del parco rottami e le torri in cemento armato https://hoppipolla.it/blog/parco-dora-a-torino-archeologia-post-industriale-e-arte-urbana/

## Lotto Ingest
La zona Ingest, con i suoi 47.000 m², rappresenta il lotto più piccolo del Parco Dora, e quello più a ovest; si sviluppa in Borgata Ceronda, lungo via Nole nell'area delimitata da via Borgaro, immediatamente a ridosso dei complessi residenziali di via Valdellatorre e della Chiesa del Santo Volto.

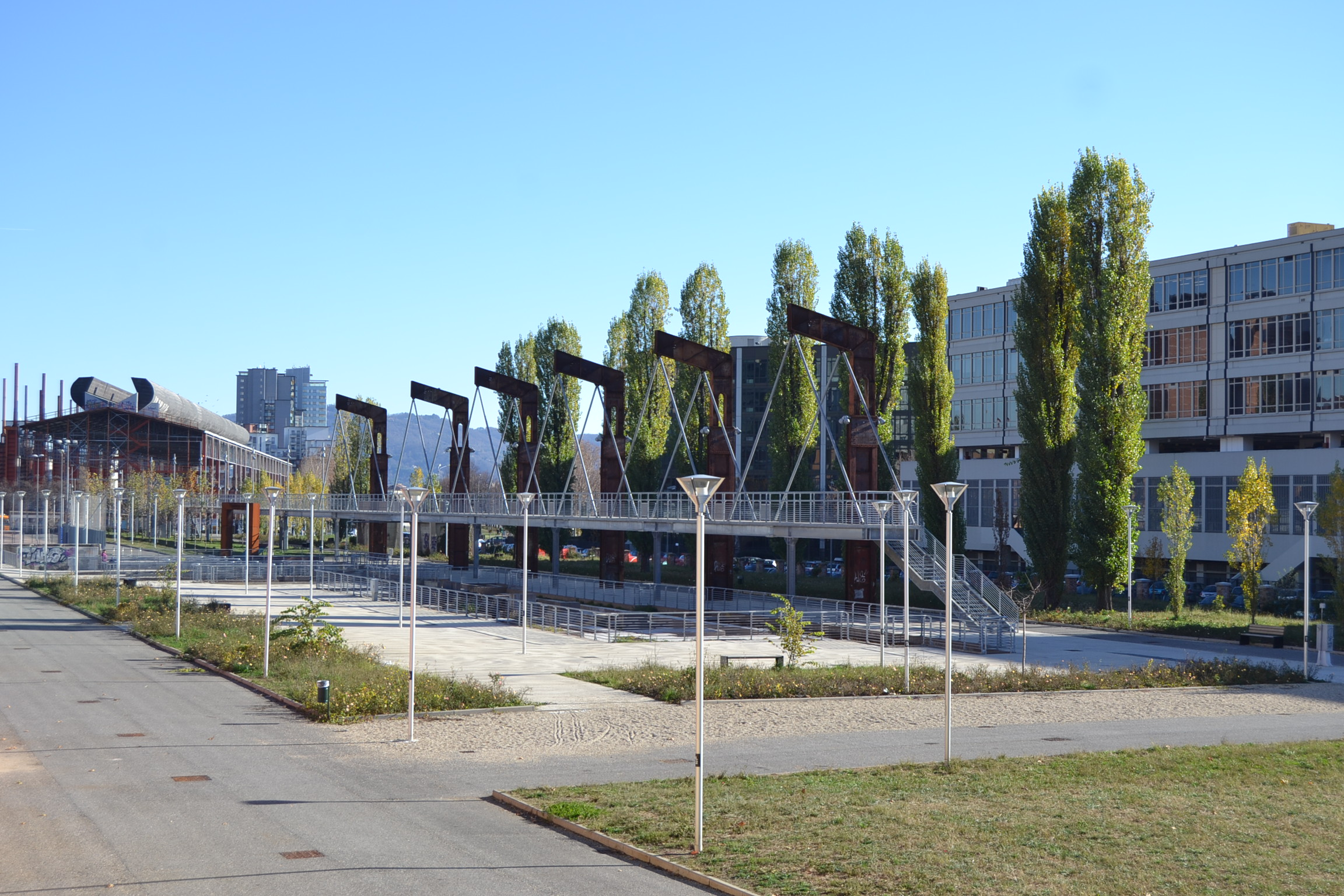
Area Ingest

Il disegno di questo lotto di Parco è caratterizzato da una successione di zone con funzioni e configurazioni differenti: aree sistemate a prato, zone alberate, aree attrezzate per il gioco, aiuole e un giardino acquatico con profonde vasche e canali d'acqua in movimento. Quest'ultimo è realizzato utilizzando i grandi plinti e le strutture di fondazione in calcestruzzo dei laminatoi Fiat che occupavano l'area prima della trasformazione; al vecchio stabilimento apparteneva inoltre una fila di pilastri che fungono da supporto per la passerella che, percorrendo l'area da ovest a est, consente di scavalcare via Borgaro per accedere al lotto Vitali del Parco raggiungendo la terrazza sopra il tunnel. I muri perimetrali dell'ex capannone di servizio lungo via Nole definiscono infine un “hortus conclusus”, un giardino protetto che accoglie specie vegetali particolari. Per un determinato periodo, era disponibile un servizio di vendita di queste specie vegetali, tuttavia soppresso. Di fatto, non è possibile accedere all'interno della struttura.
Nella fascia nord il lotto Ingest si articola tra i nuovi edifici con terrazzamenti collegati da scale e rampe, che permettono di colmare il dislivello di sei metri esistente tra via Nole e via Valdellatorre, al di sotto della quale corre il tunnel.
Il lotto Ingest è circondato da via Nole, via Valdellatorre, via Borgaro, piazza Piero della Francesca.

## Lotto Michelin
Il settore Michelin si estende per 89.000 metri quadri nell'area che durante tutto il Novecento ospitava lo stabilimento torinese della Michelin. È il lotto più a sud del parco, ed è stato aperto al pubblico solo nel 2016, nonostante i lavori siano terminati nell'estate 2012. La caratteristica "silhouette" della torre evaporativa del complesso industriale, conservata e rifunzionalizzata, è ben visibile da tutta l'area e segna uno dei principali ingressi ed un punto di riferimento visivo.

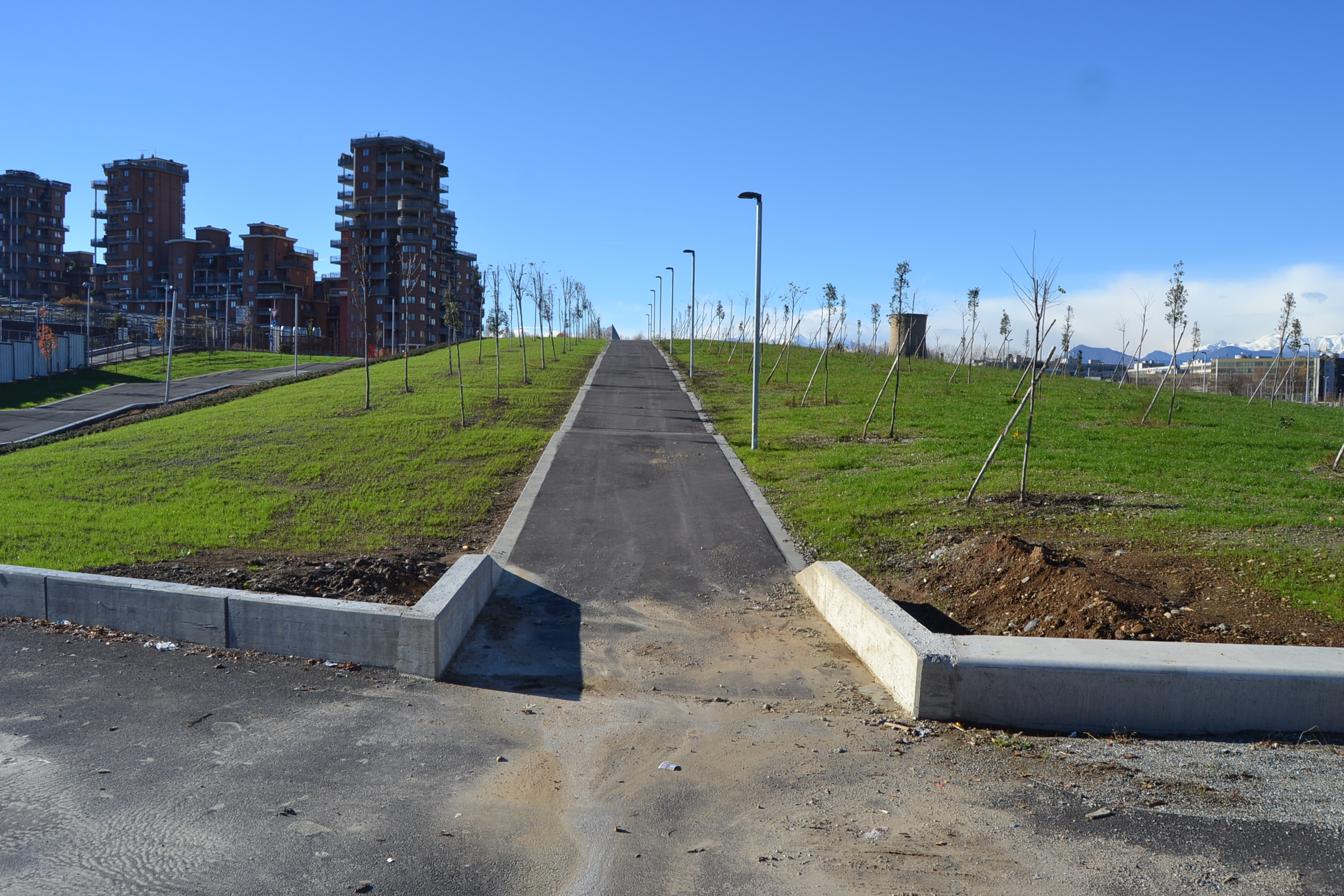
Area Michelin, in costruzione

La presenza del fiume rappresenta il carattere più significativo dell'area: la morfologia del terreno è stata modellata per creare un vasto prato verde che, a partire dalla collina alberata realizzata nella fascia sud, digrada dolcemente verso la Dora fino a consentire il raggiungimento della sponda, creando una sorta di “spiaggia urbana”. La piccola valle affacciata sul fiume consente inoltre di accogliere l'acqua in caso di esondazione.
Il prato è punteggiato da zone alberate ed è attraversato da percorsi ciclopedonali: questi proseguono in corrispondenza del fiume mediante passerelle sopraelevate, che permettono di costeggiare la sponda da ovest a est senza scendere nella valle, ed è presente un ponte che attraversa la Dora per raggiungere il lotto Mortara.
Al suo confine su corso Umbria si trova il Museo A come Ambiente - MAcA, molto visitato dalle scolaresche e dal pubblico generale.
Il lotto Michelin si estende tra corso Umbria, il fiume Dora, via Livorno, via Daubrée.

### Preesistenze - Torre evaporativa

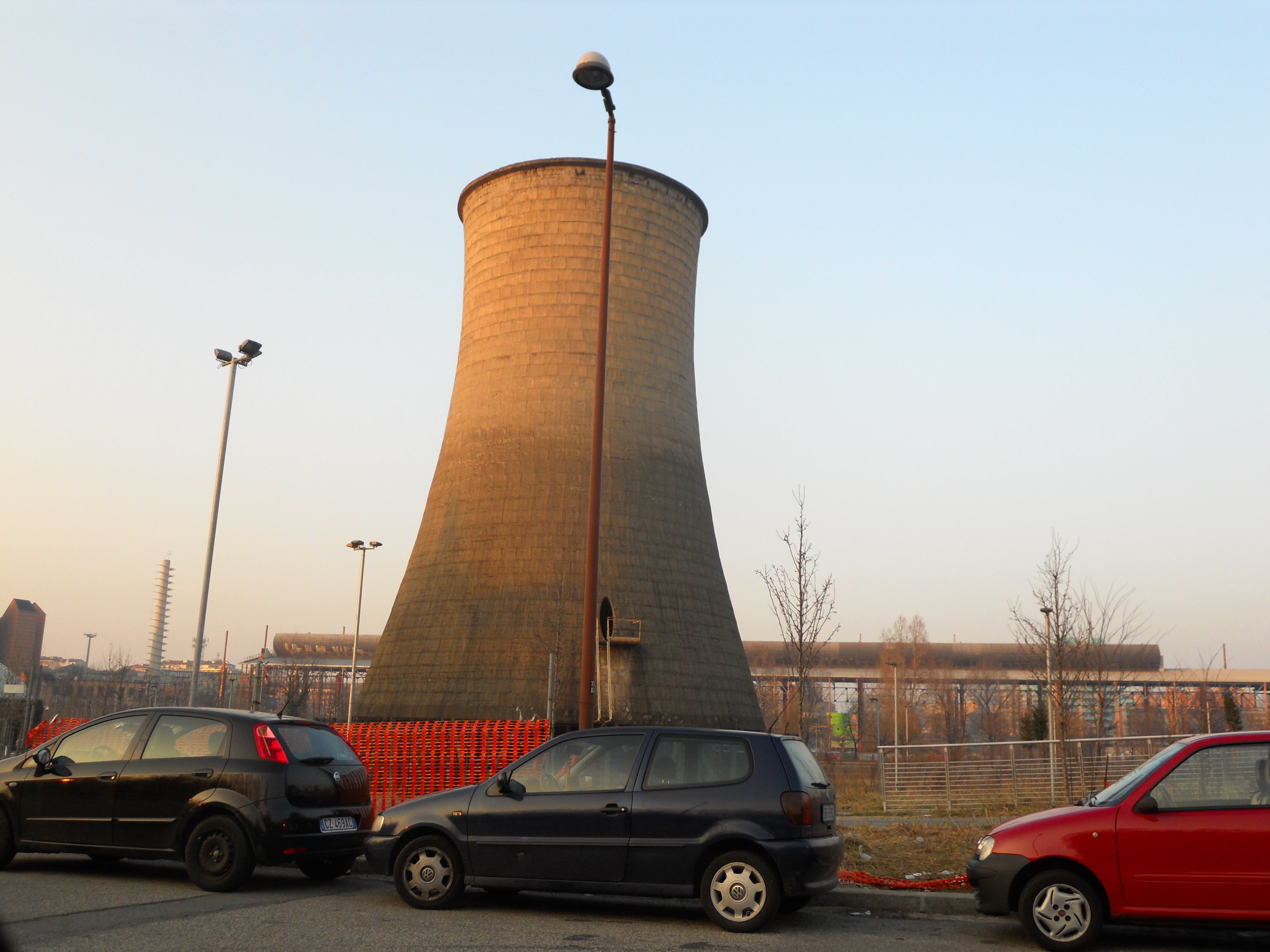
Torre di raffreddamento Parco Dora

La grande torre, costruita tra la fine degli anni Quaranta e il 1950, è un impianto refrigerante per l'acqua utilizzata per il funzionamento di una turbina. L'altezza è di circa 30 metri e la forma è tipica degli impianti di raffreddamento, a cilindro, con le pareti sagomate a parabola proprio per ottimizzarne il rendimento, mentre la struttura è in cemento armato.
Questa preesistenza è diventata un elemento caratteristico del Parco Dora, usato anche come "logo" in materiale pubblicitario di vario tipo.

## Premi
Nel 2017-2018 il European Garden Heritage Network (EGHN) gli ha conferito il secondo premio nella categoria "Innovative Concept or design of a contemporary garden".